# 前24世纪
| 千纪： | 前4千纪 \| 前3千纪 \| 前2千纪 |
| 世纪： | 前27世纪 \| 前26世纪 \| 前25世纪 \| 前24世纪 \| 前23世纪 \| 前22世纪 \| 前21世纪                                                         |
| 年代： | 前2390年代 \| 前2380年代 \| 前2370年代 \| 前2360年代 \| 前2350年代 \| 前2340年代 \| 前2330年代 \| 前2320年代 \| 前2310年代 \| 前2300年代 |

前2400年至前2301年的这一段期间被称为前24世纪。

## 重要事件、发展与成就
- 科学技术

- 战争与政治
  - 阿卡德人首領薩爾貢在美索不達米亞南部建立阿卡德王國。美索不達米亞南部之早期王朝時代結束，蘇美爾-阿卡德時代開始。(約前2371年)
  - 阿卡德：薩爾貢之子里姆什即位。在位期间（—前2306年），镇压苏美尔各地起义，并出征埃兰，至波斯灣。
  - 阿卡德：薩爾貢长子玛尼什吐苏发动宫廷政变夺取王位。在位期间（—前2291年），多次出征，击溃32个城邦的同盟军，直抵波斯的西南部，并夺去了丰富的银矿和石矿。
  - 盧加爾扎吉西繼為烏瑪國王，在位期間攻滅拉加什，征服蘇美爾各城邦，自立為烏魯克國王，取號「烏魯克和烏爾之王」。(約前2371年)
  - 薩爾貢擊敗盧加爾扎吉西，滅烏瑪和烏魯克。此後薩爾貢征服蘇美爾諸城邦，稱霸美索不達米亞南部；並侵略亞述、埃蘭、小亞細亞、敘利亞等地，自號「天下四方之王」。(約前2347年)
  - 埃及第六王朝开始（—前2181年）。创立者法老特提被卫兵所杀。法老佩皮一世以后中央集权开始衰落，地方贵族势力渐盛，国家陷于分裂。

- 公元前24世纪的天灾人祸

- 文化娱乐
- 社會與經濟
  - 烏魯卡吉那繼為拉加什國王。在位期間推行社會改革：減輕賦稅，公佈法律，保障平民之權利，是為最早有文字記載之社會改革。(約前2378年)

- 疾病与医学

- 环境与自然资源